# 도후쓰역
도후쓰역(일본어: 十弗駅)은 일본 홋카이도 나카가와 군 도요코로정에 있는 홋카이도 여객철도의 역이다. 역 번호는 K37이며, 단선 승강장 1면 1선의 구조를 지닌 지상역이다.

## 역 주변
- 도후쓰 간이 우체국

## 역사
- 1911년 12월 15일 : 개업.
- 1987년 4월 1일 : 민영화에 의해, 홋카이도 여객철도로 이관.

## 인접 정차역
| 홋카이도 여객철도 네무로 본선 | 홋카이도 여객철도 네무로 본선 | 홋카이도 여객철도 네무로 본선 |
| ----------------------------- | ----------------------------- | ----------------------------- |
| K36 이케다 신토쿠 방면        | 네무로 본선                   | 도요코로 K38 구시로 방면      |